# Cornudella de Montsant
Cornudella de Montsant ist eine katalanische Gemeinde in der Provinz Tarragona im Nordosten Spaniens. Sie liegt in der Comarca Priorat.

## Lage
Cornudella liegt etwa 30 km nordwestlich von Tarragona im äußersten Nordosten des Priorat und besitzt mit rund 63 km² die größte Gemarkungsfläche der Comarca. Die Gemeinde liegt am Oberlauf des Flüsschens Siurana zwischen dem Bergmassiv des Montsant, das hier eine Höhe von bis zu 1166 Metern erreicht und den Bergen von Prades mit bis zu 1093 Metern Höhe.
Der östliche Teil der Gemarkung liegt bereits in den Bergen von Prades wird von beeindruckenden Felsen beherrscht, auf denen das antike Festungsdorf Siurana thront. Es wurde 1942 zu Cornudella eingemeindet.

## Geschichte
Die erste Erwähnung der Siedlung Cornudella stammt aus dem 12. Jahrhundert. Bewohner des Dorfes waren unter Raimund Berengar IV. an der Eroberung Valencias beteiligt und wurden danach belohnt. Cornudella hatte bereits eine gewisse demografische Bedeutung. Mit Beginn des 15. Jahrhunderts erhielt die Gemeinde eine Stadtmauer und bereits die zweite Kirche.

## Politik
Die Kommunalwahl 2007 ergab folgende Sitzverteilung im Gemeinderat:
1. Esquerra-AM: 6 Sitze
2. CiU: 1 Sitz

## Sehenswürdigkeiten

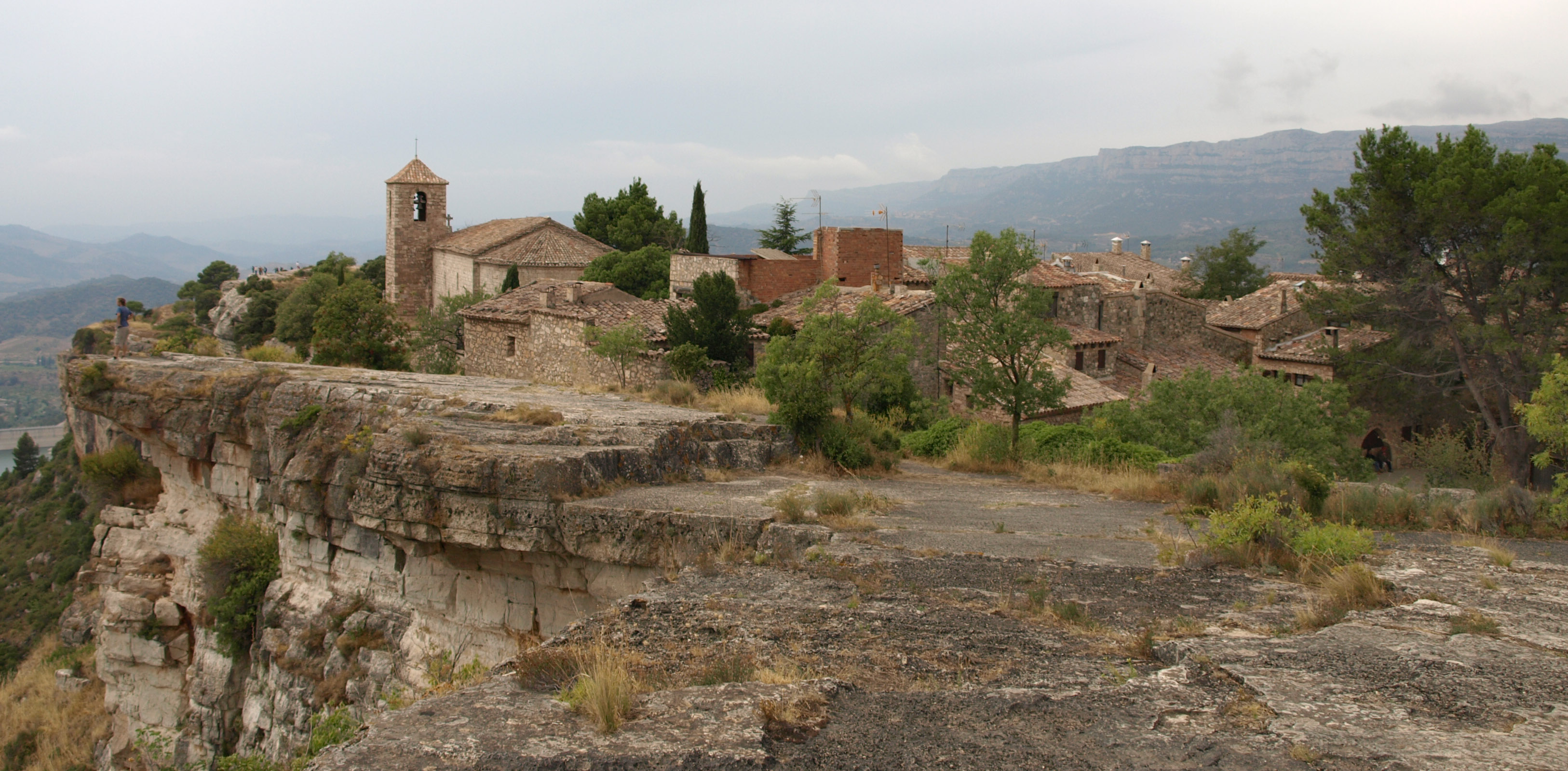
Ansicht des Dörfchens Siurana

Auf einem mächtigen Kalksteinfelsen in 737 Meter Höhe liegt der Teilort Siurana. Es bietet einen weiten Ausblick auf das Tal des gleichnamigen Flusses und Stausees. Die Felsenlandschaft macht Siurana zu einem Anziehungspunkt für Kletterer.
Cornudella de Montsant ist darüber hinaus ein guter Ausgangspunkt zur Erkundung der Weinbaugebiete Priorat und Montsant, mit der Celler Cooperatiu (1919), erbaut vom katalanischen Architekten Cèsar Martinell.

## Wirtschaft
Ein wesentlicher Wirtschaftszweig der Stadt ist der Weinbau und der Haselnussanbau.
Ein darüber hinaus wichtiges Erzeugnis der Landwirtschaft ist das Olivenöl. Dabei ist die kleine Arbequina die vorherrschende Olivensorte. Dieses Olivenöl besitzt die geschützte Ursprungsbezeichnung Siurana.